# 名古屋文理大学短期大学部
名古屋文理大学短期大学部（日语：／ Nagoya Bunri Daigaku Tankidaigakubu *），简称文理短大（ぶんりたんだい），是一所位于日本爱知县名古屋市西区的私立短期大学。

## 概要

### 简介
- 源流成立于1941年[1]。名古屋营养短期大学为于1966年开办[1]、由学校法人泷川学园经营。校园在爱知县名古屋市西区。

### 历史
- 1966年 名古屋营养短期大学成立并同时食物营养科[2]。
- 1967年 业余课程食物专修第二部成立[1]。
- 1973年 生活科学科成立[1]。
- 1986年 信息处理学科成立[1]于稻泽校区。
- 1988年 名古屋营养短期大学改名为名古屋文理短期大学[1]。
- 1990年 经营学科成立[1]于稻泽校区。
- 1991年 专科食物科学专攻成立[1]。
- 1992年 专科经营专攻成立[1]。
- 1998年 信息处理学科和经营学科招生最后[1]。
- 2000年 今年5月24日信息处理学科和经营学科停办<[3]。。
- 2004年 生活科学科招生最后[3]。
- 2005年 名古屋文理短期大学改名为名古屋文理大学短期大学部[3]。生活福利学科改组为护理福利学科[注 3]。食物营养学科专攻分离为营养师专攻和食生活专攻。
- 2006年 生活科学科停办于3月31日[3]。
- 2009年 食物营养学科食生活专攻改名为糖果专攻[3]。
- 2010年 生活福利学科招生最后。

## 学校环境
- 名古屋校区：在爱知县名古屋市西区
  - 食物营养学科
    - 营养师专攻
    - 糖果专攻

  - 护理福利学科[注 3]
  - 生活科学科[注 1]
  - 业余课程食物专修第二部：已停办
- 稻泽校区：在爱知县稻泽市。停办于2000年。
  - 信息处理学科[注 2]
  - 经营学科[注 2]

## 历任校长
- 景山节：现在短期大学校长[2]

## 组织

### 学科
- 食物营养学科
  - 营养师专攻
  - 糖果专攻

### 前学科
- 生活科学科[注 1]
- 信息处理学科[注 2]
- 经营学科[注 2]
- 护理福利学科[注 3][注 4]

### 专科
| - 食物科学专攻：已停办 - 经营专攻：已停办 |

### 业余课程
| - 食物专修：已停办 |

## 相关链接
- 日本短期大学列表